# Айрапетян, Борис Александрович
Бори́с Алекса́ндрович Айрапетя́н (Бори́с Бегла́р) (23 июня 1955, Ереван, СССР) — советский и российский режиссёр театра и кино, сценарист, продюсер, монтажёр, композитор и художник. Лауреат международных премий, основатель национальных премий «Святая Анна» (1993).

## Творческий путь
Начало режиссёрской карьеры Бориса Айрапетяна казалось весьма успешным. Его музыкальный видеофильм «Мост» и кинофильм «Там, где небо лежит на земле» совершили турне по различным международным фестивалям, где не только не остались без внимания, но были неоднократно поощрены: премия Чикагской киноассоциации (1990, «Там, где небо лежит на земле»), КФ «Дебют» в Москве Гран-при (1989, «Там, где небо лежит на земле»), премия «Эмми» Американской академии искусств и телевизионных наук (1989, «Мост»).
Полнометражным дебютом Бориса Айрапетяна стал фильм «Убийца» (1994, МКФ в Мангейме, Приз экуменического жюри, фильм «Фестиваля Одной Картины») — усложнённое и несколько сбивчивое по интонации авторское высказывание, где причудливо переплелись мотивы религиозных исканий, рефлексия по поводу кинематографа и объяснение в любви к музыкальным кумирам — Бетховену и «Битлз».
После «Убийцы» Борис Айрапетян на неопределённый срок оставил режиссуру и нашёл себя на продюсерском поприще, создав и возглавив ежегодный конкурс студенческих и дебютных работ «Святая Анна». Конкурс проводится, начиная с 1993 года, и включает курсовые и дипломные работы учащихся киношкол России, СНГ, а с 1998 года — и дальнего зарубежья. «Святая Анна» не является инструментом удовлетворения непомерных амбиций спонсоров. Она ставит перед собой другие задачи, и в этом смысле роль, которую уже сыграла и ещё сыграет «Святая Анна» в современном кинематографическом процессе, уникальна: сегодня это единственный в России фестиваль, где представлено поколение кинематографистов, вступающих в профессиональную жизнь на исходе миллениума.

## Биография
- 1972 — окончил Ереванскую музыкальную школу имени А. Спендиарова по классу скрипки (педагог — Ш. Багдасаров).
- 1981 — окончил философский факультет Московского государственного университета имени М. В. Ломоносова. Специализировался на кафедре «Этики и эстетики».
- 1981—1983 — преподавал «Эстетику» и «Этику» в Ереванском политехническом институте.
- 1989 — окончил режиссёрский факультет Всесоюзного государственного института кинематографии.
- 1989 — член Союза кинематографистов Российской Федерации. Член Гильдии кинорежиссёров России.
- 1989—1991 — преподавал режиссуру во ВГИКе.
- 1993 — учредил и организовал студию «Эй-Би-Эй».
- 1993 — учредитель и президент ежегодного конкурса студенческих и дебютных фильмов на соискание национальных премий России «Святая Анна».
- 1997—2002 — Секретарь Союза кинематографистов России

## Награды
- Медаль ордена «За заслуги перед Отечеством» II степени (20 июля 2009 года) — за заслуги в развитии отечественной культуры и искусства, многолетнюю плодотворную деятельность[1].

## Фестивали и премии
- 1989 — КФ «Дебют» в Москве Гран-при — «Там, где небо лежит на земле»
- 1989 — Премия «Эмми» Американской академии телевидения — «Мост»
- 1990 — Премия Чикагской киноассоциации — «Там, где небо лежит на земле»
- 1990 — Фестиваль в Лувре, открытие «Пирамиды» — «Там, где небо лежит на земле»
- 1991 — Номинант МКФ в Торонто — «Там, где небо лежит на земле»
- 1991 — Номинант МКФ в Монреале — «Там, где небо лежит на земле»
- 1991 — Номинант МКФ в Мюнхене — «Там, где небо лежит на земле»
- 1994 — МКФ в Мангейме, приз экуменического жюри — «Убийца»
- 1994 — Номинант МКФ в Стамбуле — «Убийца»
- 1994 — Номинант МКФ в Токио — «Убийца»
- 1999 — Московский МКФ «Лучшая мужская роль» — «Фара»
- 1999 — Кинофестиваль «Окно в Европу», «Специальный приз жюри» — «Фара»
- 2000 — МКФ «Листопад» города Минск, приз зрительских симпатий — «На Бис»
- 2002 — Каннский МКФ «Двухнедельник режиссёров» — «Место на земле»
- 2002 — МКФ «Золотой абрикос» города Ереван, «Лучший фильм» — «Место на земле»
- 2003 — Пять номинаций «Золотая маска» — спектакль «Норма»
- 2006 — МКФ «Амурская осень», «За масштабность замысла» — фильм-опера «Норма»
- 2006 — Закрытие Недели российской культуры в Риме «На площади Треви» — фильм-опера «Норма»
- 2006 — Открытие Недели Российского кино в рамках фестиваля «Европа-Синима» города Валанс (Франция) — фильм-опера «Норма»
- 2006 — Год Армении во Франции, Париж — фильм-опера «Норма»
- 2006 — Закрытие года России в Армении — фильм-опера «Норма»
- 2006 — Мировая дистрибъюция «DEKKA» — «Universal» — фильм-опера «Норма»
- 2019 — Победитель в номинации «Лучший режиссёр короткометражного кино» за фильм «YES!TODAY». Romford Film Festival, London, UK[2]

## Работы

### Режиссёр
- 1988 — «Там, где небо лежит на земле»
- 1989 — «Мост» (короткометражка)
- 1993 — «Убийца»
- 2010 — «Суворов»

### Автор сценария
- 1988 — «Там, где небо лежит на земле»
- 1989 — «Мост» (короткометражка) (совм. с П. Мацукатто)
- 1993 — «Убийца»
- 1999 — «Фара» (совместно с Л. Ахинжановой)
- 2010 — «Суворов»

### Продюсер
- 1999 — «Фара»

### Монтажёр
- 1988 — «Там, где небо лежит на земле»

### Художник-постановщик
- 1988 — «Там, где небо лежит на земле»
- 1993 — «Убийца»

### Композитор
- 1988 — «Там, где небо лежит на земле»
- 1999 — «Фара»

### Эссеист
- 2011 — «Несостоявшееся встреча» из цикла «Случайные встречи, случайные знакомства»[3][4]
- 2013 — «По броду времени» из цикла «Случайные встречи, случайные знакомства»[5]
- 2020 — «Так судьба стучится в дверь» из цикла «Случайные встречи, случайные знакомства». Опубликовано в «Литературной Армении» (издание IX 2020 г.), «Новом Венском Журнале» (октябрь 2020 г.), журнале «Армянка».[6][7][8]

## В проекте
- Фильм для большого экрана — «Завещание»
- Спектакль «Симон Бокканегра» Дж. Верди
- Крупномасштабный проект для большого экрана — «Суворов»
- Художественный фильм — «Пьеса Калигулы» по произведениям Альбера Камю

## Критика и рецензии

### Фильм-опера «Норма»

#### Святослав Бэлза
Когда-то  Пушкин  писал  Вяземскому,  что  сочиняет "Евгения Онегина"  - не роман,  а роман в стихах,  и подчеркивал: "дьявольская разница". Фильм и фильм-опера тоже дьявольская разница.
Печально, но факт: у нас, фильм-опер снимается сейчас до обидного мало. И обращаются к этому жанру, как правило, художники одержимые, жрецы чистого Искусства.
Именно к этой славной, но немногочисленной когорте принадлежит Борис Айрапетян, сделавший киноверсию «Нормы» В. Беллини. Ему удалось найти единомышленников, подобрать замечательный ансамбль певцов-актеров, среди которых выделяются Асмик Папян и Гегам Григорян. В итоге созданная 175 лет назад трагедийная опера получила впечатляющее воплощение на экране.

#### Алиса Струкова
«Норма»: из бельканто в арт-хаус:
Настоящим сюрпризом для кинозрителей, меломанов, да и для всех настоящих ценителей прекрасного, собравшихся на фестивале "Окно в Европу" в Выборге, станет премьера уникального для нашего времени по своему жанру кинофильма. На большом экране, натянутом во внутреннем дворике главной выборгской достопримечательности — древнего рыцарского замка Святого Олафа XIII века, разворачиваются события ещё более древние: 50-е годы I века до нашей эры. 
Режиссёр и философ, сценарист и продюсер Борис Айрапетян снял первый в новые, постсоветские времена фильм-оперу. Материалом для кинокартины послужила одноименная опера Винченцо Беллини "Норма"...

#### Дмитрий Морозов
Бельканто крупным планом: Борис Айрапетян снял фильм-оперу «Норма»:
Фильм-опера - жанр парадоксальный. Впрягать в одну телегу "коня", то бишь кинематограф, и "трепетную лань", сиречь оперу, у которых совершенно разные отношения со временем и пространством и совершенно разная мера условности, весьма и весьма непросто. Но тем не менее существуют шедевры Ингмара Бергмана, Франческо Рози, Джозефа Лоузи и особенно плодовитого в этом плане Франко Дзеффирелли, ставшие уже классикой жанра, существуют интересные опыты последнего времени - например, "Тоска" Бенуа Жако. В сем перечне недостает, однако, имен наших отечественных режиссёров. У нас этот жанр всегда рассматривали как маргинальный и, соответственно, ничего конкурентоспособного в сравнении с западной продукцией создано не было. Теперь такой фильм появился...

...Итак, после двадцатилетнего перерыва у нас вновь появился фильм-опера отечественного производства. Премьера "Нормы", снятой при поддержке Роскультуры, с успехом прошла в Доме кино, ожидается её показ на телеканале "Культура". Однако перспективы этого жанра в России остаются столь же туманными, как и дальнейшая прокатная судьба фильма, к которому пока что проявили интерес в основном в других странах. Голливудская компания "Universal" собирается выпускать его на DVD. Так что вполне вероятен сценарий, при котором эта "Норма" вернется к нам уже в качестве импортного продукта...

#### Валерий Кичин
«Российская Газета»:
...Дело зашло уже так далеко, что впервые за полвека в стране Чайковского и Глинки сняли новый фильм-оперу. Причем на материале не самой известной в России "Нормы" Беллини. И вновь - успешно. Режиссёр Борис Айрапетян собрал звездный состав исполнителей, выходцев из его родной Армении, которые поют в ведущих театрах мира, и сделал не просто киноспектакль, но полноценный фильм - динамичный и драматичный, во многом преодолев типичный для киноопер стиль монументальной статики. У картины пока весьма смутные шансы выйти на консервативные отечественные экраны, но её уже купила американская компания Universal, собираясь выпустить на мировой видео- и телерынок. Так Россия заявила о своей конкурентоспособности и на ниве современного музыкального кино...
..."Норма", показанная в Выборге, берет сначала любовью. Неподдельной, естественной и потому заразительной. Зритель это чувствует по тому особому душевному трепету, который всегда возникает в оперном зале при первых звуках настраивающихся инструментов. Кино позволяет претворить музыкальную динамику в физическую - традиционно статичные сцены 1-го акта с друидами у режиссёра Бориса Айрапетяна претворились в стремительный монтажный поток кадров мятежа галлов против римского владычества...

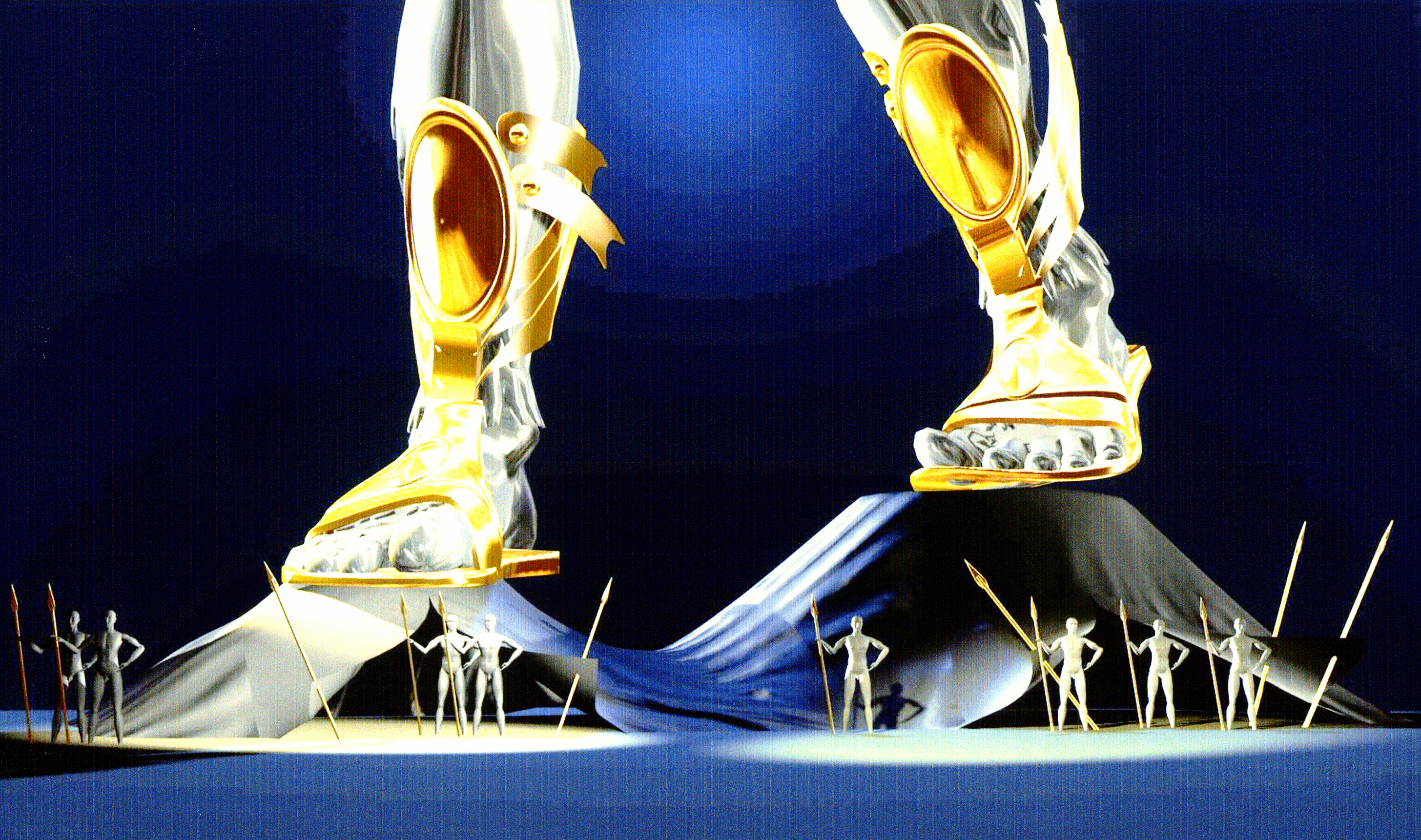
Опера В. Беллини «Норма» Сценография — Бориса Айрапетяна

...Редчайшим достоинством фильма надо признать принципиальный аскетизм режиссёра. Он нигде не поддается соблазну формального штукарства или украшательства - его работа предельно лаконична и целиком подчинена законам, по которым развивается музыка оперы. Айрапетян здесь прежде всего музыкант и наравне с дирижером управляет своим сложным пластическим оркестром - от актерской экспрессии до движения камеры, которая тоже безупречно музыкальна...

#### «Менеджер Кино» — журнал для профессионалов
...Впервые за всю истории отечественного кинематографа компания "Universal Studio" выпустила российский фильм на DVD и VHS на шести языках. Этим фильмом стала "Норма" режиссёра Бориса Айрапетяна, производства студии "Эй-Би-Эй" при поддержке Федерального агентства по культуре и кинематографии России...

#### Елена Смоленская
«Высокая Норма»:
...К оперной классике обращались Ингмар Бергман, Франко Дзеффирелли, Джозеф Лоузи, Франческо Рози. У нас фильмы-оперы уже лет двадцать никто не снимает. Слишком хлопотное это дело. Не только кино надо знать, любить, понимать, но и музыку.

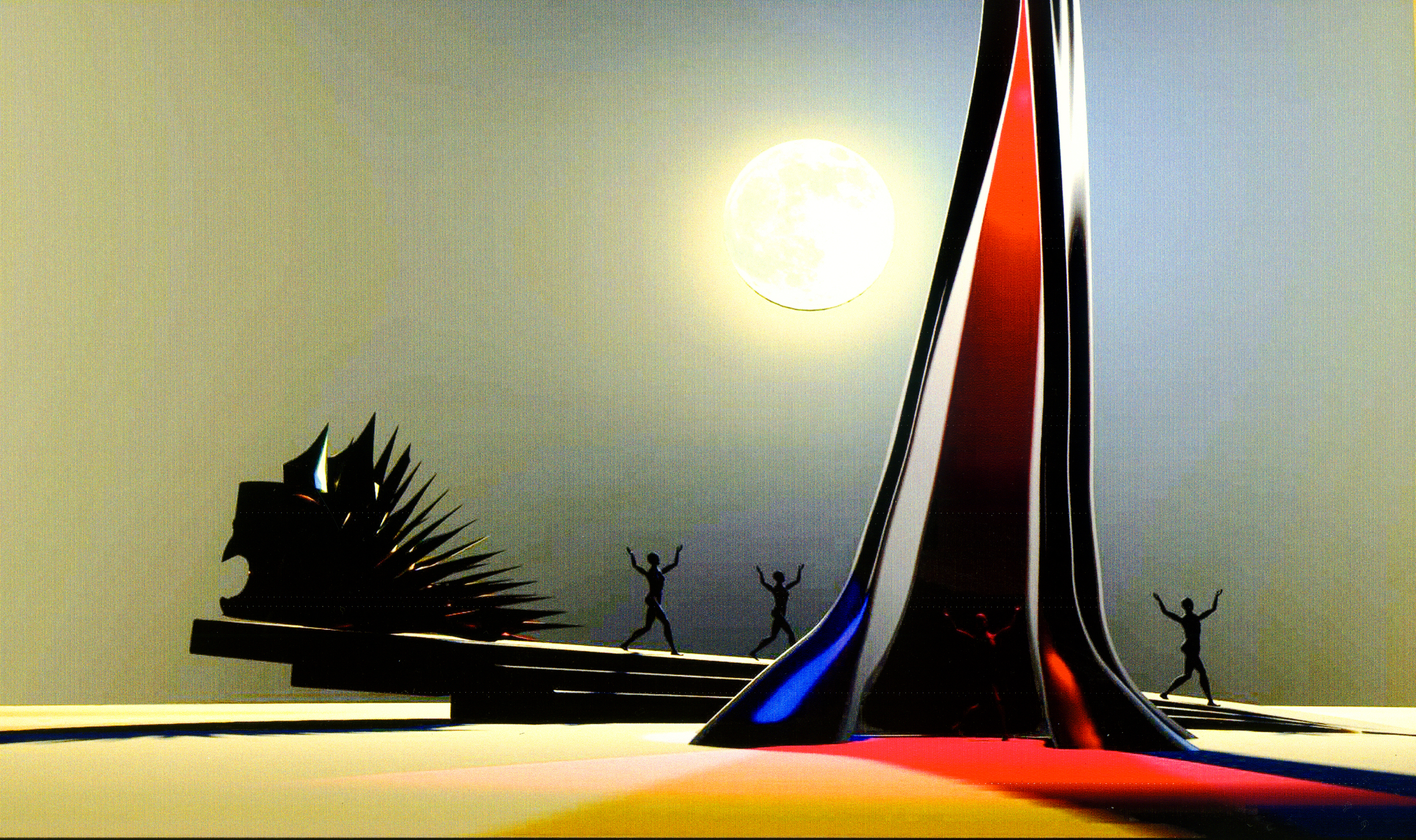
Опера В. Беллини «Норма» Сценография — Бориса Айрапетяна

В своей экранной "Норме" Борис Айрапетян преодолел условность и статичность оперного спектакля. Он раздвинул его границы. И сделал это именно кинематографическими средствами. Действие развивается энергично,, благодаря активному движению камеры стремительному монтажу кадров. Фильм снимался в Армении, в исторических местах, где стоит храм, возведенный ещё древними римлянами. И музыка словно вырвалась на свободу, слилась с шумом водопада, ветра, листвы. "Норму" уже пожелали приобрести многие зарубежные телеканалы. Увидят ли фильм наши зрители? Пока сказать трудно. Хотелось бы, чтобы они тоже рискнули. Не проиграют.

#### Телеканал «Культура»
...Фильм Бориса Айрапетяна «Норма» - это уникальный для нашего времени опыт перевода на кинематографический язык сложнейшего жанра музыкально-вокального искусства, каковым является опера. "Режиссёр и философ, сценарист и продюсер Борис Айрапетян снял первый в новые, постсоветские времена фильм-оперу. Материалом для кинокартины послужила одноимённая опера Винченцо Беллини «Норма»." 

«Риск неслыханный! В оперном мире «Норма» считается очень непростой в силу своей статичности: собственно говоря, события разворачиваются в течение одной ночи в небольшом количестве мизансцен. Режиссёрам-постановщикам этой магической оперы нужно было найти верный ключ к разгадке её тайны. Сценическая постановка сложнейшей оперы эпохи классического бельканто, премьера которой состоялась 26 декабря 1831 года в Милане, мало кому удавалась.

#### Елена Липская

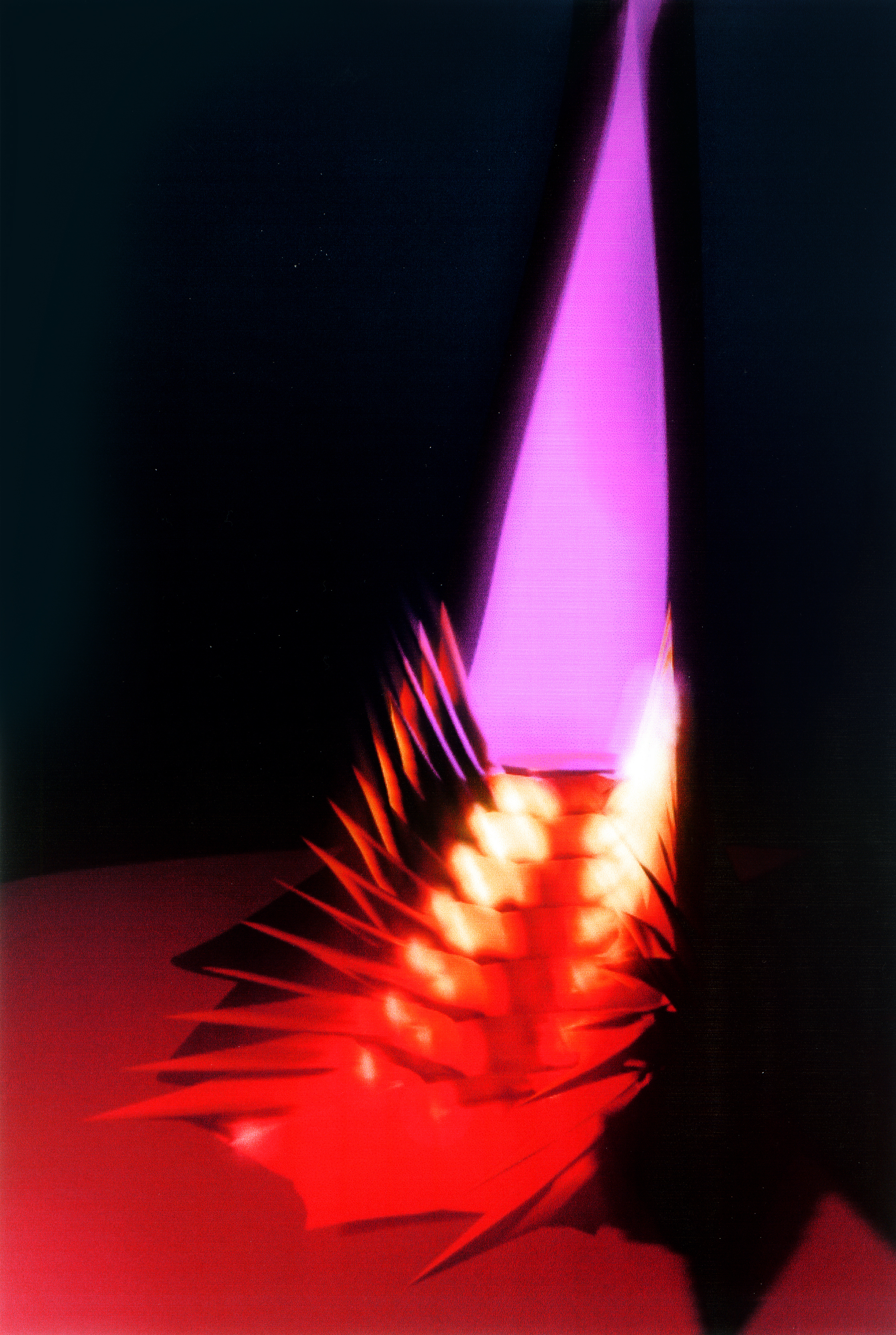
Опера В. Беллини «Норма» Сценография — Бориса Айрапетяна

Взяться за кинопостановку одной из сложнейших опер Беллини "Норма" - по-настоящему смелое дело. Тем более что жанр фильма-оперы в России был "заморожен" около двадцати пяти лет. Первое образование Бориса Айрапетяна - философ, второе - кинорежиссер, род занятий - продюсер, который отважился не только снять, но и заинтересовать "Нормой" почти весь мир.

#### Franco La Magna
Tra Italia, Europa, Stati Uniti e Cina. Oblovov di Michalkov, Hollywood e il grande cinema (ri)scoprono Bellini ancora con "Casta Diva". Vecchio e nuova: il terzo millennio, melodrammi e ribellismo giovanile. Gli utimi mesi di Maria Callas e il lmélo di Wong Kar Wai. La Norma di Boris Airapetian, girato in Armenia e Le seduttici in una scengrafica Amalfi degli anni '30.
"Norma" del regista Boris Airapetian alla Mostra del Cinema dello Stretto. L’evento è curato dal critico cinematografico Franco La Magna.

### Интервью

#### «Голос Армении» — Армен Ватьян[19]
БОРИС АЙРАПЕТЯН — ЧЕЛОВЕК ИЛИ БРЕНД? Кинорежиссёр, сценарист, продюсер и эссеист, Борис АЙРАПЕТЯН, лауреат множества международных премий и наград, в том числе получивший впервые в СССР «Эмми» (телевизионный «Оскар», США), не позиционирует себя как режиссёр. Влияние философского образования, полученного им в стенах МГУ имени Ломоносова выдаёт в нём культуролога, имеющего возможность на практике осуществлять свои идеи. Каждый его приезд в Ереван, как правило, имеет эффект камня, брошенного в застоявшуюся воду. Ещё недавно в разгаре была борьба Бориса Айрапетяна с прежней дирекцией Оперного театра за право достойного восстановления его постановки спектакля «Норма», которая в 2003 году прошла на Новой сцене Большого театра Москвы. Да, восстановленному в 2016 году спектаклю ереванские зрители аплодировали — критерий, которым оппонировало режиссёру бывшее руководство. Однако, считая спектакль откровенно халтурным и не имея возможности устранить недостатки, Борис Айрапетян, проявив непонятную для многих принципиальность, добивается его снятия с репертуара. Не часто увидишь подобное в нашей культурной жизни.

### Спектакль «Норма» В. Беллини

#### Валерий Кичи
«Российская газета»
Триумф "Нормы". Ереванский театр открыл москвичам Беллини. Все - в "Норме"

В Москве с триумфом прошли гастроли Ереванского театра имени Спендиарова. Оперу Венченцо Беллини "Норма" показали на Новой сцене ГАБТа. Поблика впервые услышала, как в этом зале может звучать хорошая музыка в безупречном исполнени.

#### Екатерина Бирюкова
«Известия»
Армянская "Норма" произвела сенсацию в Москве. У всех своя "Норма".

### Фестиваль «Святая Анна»
Валерия Олюнина
Имя кинорежиссера Бориса Александровича Айрапетяна (Бориса Беглара) очень хорошо известно не только в Армении, России, но и за рубежом. В Монреале, Мюнхене, Торонто, Стамбуле, Париже, где он участвовал в фестивале «Лувр» на открытии «Пирамиды». Список его регалий, наград внушителен, лишь несколько перечислений уже отразит уровень его таланта и мастерства. Гран-при на кинофестивале «Дебют» в Москве, премия Чикагской киноассоциации за ленту «Там, где небо лежит на земле», премия «Эмми» Американской академии телевидения (телевизионный «Оскар») за ленту«Мост», МКФ в Мангейме, где он получил приз экуменического жюри за «Убийцу», победа на Московском МКФ с «Лучшей мужской ролью» в фильме «Фара», МКФ «Листопад» г. Минск, приз зрительских симпатий — за ленту «На Бис». На МКФ «Золотой абрикос» в Ереване Борис Айрапетян получил премию «Лучший фильм» за фильм «Место на земле».

### Ереванский оперный театр
21 сентября 2018 года в интервью для онлайн-издания Armenia.im Борис Александрович Айрапетян публично высказал своё мнение о положении дел Ереванского оперного театра.
«Но вопрос в том, что факты здесь не имеют силу воздействия, так как нет на них широкого запроса со стороны общества, его элиты и даже культурной прослойки. Отдельные критические статьи и выступления не в силах изменить ситуацию. Иначе столько лет не мог просуществовать, к примеру, тот же „Ануш“, спектакль, словно отрицающий всякие художественные задачи. Или упомянутый вами „Реквием“, в котором авторы постановки подвергают сомнению саму музыку великого итальянца. При таком раскладе ответственность всегда будет падать на две структуры — министерство культуры и руководство театра. Никому не отказывая в этом праве, можно засомневаться в художественном вкусе тех, кто допускает к репертуару подобные постановки».
«В дискуссиях и разговорах об управлении оперным театром я не слышу слово из военного лексикона „Интендант“. Почти что все ведущие оперные театры мира возглавляют интенданты. Как профессия, он утвержден на западе ещё полвека назад. В постсоветском пространстве эта редкая квалификация руководителя — тактика и стратега в одном лице, отвечающего за актуальность и результативность. Пожалуй, Валерий Гергиев соответствует этой должности. Без учёта этого явления, его структуры, основ и механизмов навряд ли можно обеспечить перспективу такому сложному образованию, каким является оперное искусство. Забавно будет здесь отметить, что легендарный интендант современности, Жерар Мортье, получивший за свои заслуги титул барона, по профессии был правоведом и журналистом». 